# Floundering
Pour plus de détails, voir Fiche technique et Distribution.
Floundering est un film américain réalisé par Peter McCarthy, sorti en 1994.

## Synopsis
John est un jeune homme sans emploi vivant à Venice Beach. Misanthrope et souffrant d'insomnie, il passe son temps à observer son voisinage et tient un journal intime tout en cherchant un sens à sa vie. Se débattant au milieu de ses problèmes personnels, il va faire toute une série de rencontres, dont certaines imaginaires.

## Fiche technique
- Réalisation : Peter McCarthy
- Scénario : Peter McCarthy
- Photographie : Denis Maloney
- Montage : Dody Dorn et Peter McCarthy
- Musique : Pray for Rain
- Société de production : Front Films
- Pays de production :  États-Unis
- Langue originale : anglais
- Genre : comédie
- Durée : 96 minutes
- Dates de sortie : 
  - États-Unis : janvier 1994 (Festival du film de Sundance)
  - États-Unis : 4 novembre 1994 (sortie limitée)

## Distribution
- James LeGros : John Boyz
- Lisa Zane : Jessica
- Ethan Hawke : Jimmy
- John Cusack : JC
- Nelson Lyon : Merryl Fence
- Maritza Rivera : Elle
- Steve Buscemi : Ned
- Billy Bob Thornton : le vendeur d'armes
- Nina Siemaszko : Gal
- Olivia Barash : Ruthie
- Jeremy Piven : Guy
- Viggo Mortensen : le sans-abri

## Accueil critique
Le film obtient 67 % de critiques positives, avec une note moyenne de 6/10 et sur la base de 12 critiques collectées, sur le site Rotten Tomatoes.